# Ozzfest
Ozzfest er en tour der foregår i USA og Europa hvor de optrædende grupper enten er rock eller heavy metalbands. Ozzfest er arrangeret af Ozzy Osbourne og hans kone Sharon Osbourne.

## Optræden gennem årene

### 1996
Hovedscenen
Ozzy Osbourne, Slayer, Danzig, Biohazard, Sepultura, Fear Factory
- Andenscenen:

Earth Crisis, Powerman 5000, Neurosis, Coal Chamber, Cellophane

### 1997
Hovedscenen:
Ozzy Osbourne, Black Sabbath, Marilyn Manson, Pantera, Type O Negative, Fear Factory, Machine Head, Powerman 5000
- Andenscenen:

Coal Chamber, Slo Burn, Drain STH, downset., Neurosis, Vision of Disorder

### 1998

#### USA
- Hovedscenen:

Ozzy Osbourne, Tool, Megadeth, Limp Bizkit, Soulfly, Sevendust, Coal Chamber.
- Andenscenen:

Motörhead, System of a Down, The Melvins, Incubus, Snot, Life of Agony, Kilgore, Ultraspank, Monster Voodoo Machine

#### Storbritannien
- Hovedscenen:

Black Sabbath, Ozzy Osbourne, Foo Fighters, Pantera, Slayer, Soulfly, Fear Factory, Therapy? (som erstattede KoЯn).
- Andenscenen:

Coal Chamber, Life of Agony, Human Waste Project, Entombed, (hed)p.e., Pitchshifter

### 1999
- Hovedscenen:

Black Sabbath, Rob Zombie, Deftones, Slayer, Primus, Godsmack, System of a Down
- Andenscenen:

Fear Factory, Static-X, Slipknot, (hed)p.e., Flashpoint, Pushmonkey, Drain STH, Apartment 26, Puya

### 2000
- Hovedscenen:

Ozzy Osbourne, Pantera, Godsmack, Static-X, Incubus, Methods of Mayhem, P.O.D., Queens of the Stone Age
- Andenscenen:

Soulfly, Kittie, Disturbed, Taproot, Slaves On Dope, Reveille, Shuvel, Primer 55, Apartment 26, The Deadlights, Pitchshifter, Black Label Society, Crazy Town, Pumpjack

### 2001

#### USA
- Hovedscenen:

Black Sabbath, Marilyn Manson, Slipknot, Papa Roach, Linkin Park, Disturbed, Crazy Town, Black Label Society
- Andenscenen:

Mudvayne, The Union Underground, Taproot, Systematic, Godhead, Nonpoint, Drowning Pool, Spineshank, Hatebreed, Otep, No One, Pressure 4-5, American Head Charge, Pure Rubbish, Beautiful Creatures, Project Wyze (kun d. 24. juli)

#### Storbritannien
- Hovedscenen:

Black Sabbath, Slipknot, Tool, Papa Roach, Soulfly, (hed)p.e., Raging Speedhorn
- Andenscenen:

Disturbed, Amen, Mudvayne, Black Label Society, Pure Rubbish, Apartment 26, The Union Underground

### 2002

#### USA
- Hovedscenen:

Ozzy Osbourne, System of a Down, Rob Zombie, P.O.D., Drowning Pool (fra 12. juli til d. 13. august), Adema, Black Label Society, Tommy Lee (fra d. 15 august til d. 8. september)
- Andenscenen:

Down, Hatebreed, Meshuggah, SOiL, Flaw, 3rd Strike, Pulse Ultra, Ill Niño, Andrew W.K., Glassjaw, The Used, Sw1tched, Otep, Lostprophets, The Apex Theory, Neurotica, Chevelle, Mushroomhead, Seether

#### Europa Venues
Rock Im Park
- Ozzy Osbourne, Tool, System of a Down, Bad Religion, P.O.D., Drowning Pool, Black Label Society

Braunschweig
- Ozzy Osbourne, Tool, Bad Religion, Such A Surge, Oomph!, Black Label Society

Donington
- Hovedscenen: Ozzy Osbourne, Tool, System of a Down, Slayer, Lostprophets, Millencolin, Cradle of Filth, Drowning Pool, The Mad Capsule Markets, Black Label Society, AntiProduct
- Andenscenen: Hundred Reasons, Ill Niño, Kittie, American Head Charge, Mushroomhead, Otep, Cyclefly, Hell Is for Heroes, Danko Jones, Flaw, Skindred, Nonpoint, Pulse Ultra

Dublin
- Hovedscenen: Ozzy Osbourne, Tool, System of a Down, Slayer, Therapy?, Lostprophets, Cyclefly, Drowning Pool, Skindive
- Andenscenen: Mushroomhead, Otep, American Head Charge, Ill Niño, Kittie, AntiProduct, The Revs, Superskin, Pulse Ultra

Katowice
- Ozzy Osbourne, Tool, Slayer, Decapitated

Prag
- Ozzy Osbourne, Tool, Drowning Pool, Metalium, Royal Playboy Cartel, Black Label Society, Škwor, Astro Metro

Nijmegen
- Hovedscenen: Ozzy Osbourne, Tool, Slayer, Within Temptation, Kittie, Ill Niño, Drowning Pool
- Andenscenen: American Head Charge, Dreadlock Pussy, Mushroomhead, SOiL, .calibre, Otep, After Forever, AntiProduct
- Lokalscenen: Nomen, Outburst, Wicked Mystic, Callenish Circle, Dimension Seven, Smogus, Agresión

København
- Ozzy Osbourne, Tool, The Hellacopters

### 2003
- Hovedscenen:

Ozzy Osbourne, KoRn, Marilyn Manson, Disturbed, Chevelle, The Datsuns
- Andenscenen:

Cradle of Filth, Voivod, Hotwire, Shadows Fall, Grade 8, Twisted Method, Nothingface, Killswitch Engage, Unloco, Depswa, Motograter, Sworn Enemy, The Revolution Smile/Chimaira, Endo, Memento, E.Town Concrete

### 2004
- Hovedscenen:

Black Sabbath, Judas Priest, Slayer, Dimmu Borgir, Superjoint Ritual, Black Label Society
- Andenscenen:

Slipknot, Hatebreed, Lamb of God, Atreyu, Bleeding Through, Lacuna Coil, Every Time I Die, Unearth, God Forbid, Otep, Devildriver, Magna-Fi, Throwdown, Darkest Hour

### 2005

#### USA
- Hovedscenen:

Black Sabbath, Iron Maiden (fra d. juli til d. 20. august), Mudvayne, Shadows Fall, Black Label Society, In Flames, Velvet Revolver (fra 23. august til d. 4 september), Slipknot (kun d. 20 august), Drowning Pool (kun d. 25. august)
- Andenscenen:

Rob Zombie, Killswitch Engage, As I Lay Dying, Mastodon, A Dozen Furies, The Haunted, Arch Enemy, The Black Dahlia Murder, Bury Your Dead, It Dies Today, Soilwork, Trivium, Gizmachi, Wicked Wisdom.

#### Ozzfest Download
Black Sabbath, Velvet Revolver, HIM, Anthrax, Alter Bridge, A, The Mad Capsule Markets, The Dwarves, Trivium

### 2006
- Hovedscenen:

Ozzy Osbourne (På valgte dage), System of a Down, Disturbed, Avenged Sevenfold, Hatebreed, Lacuna Coil, DragonForce
- Andenscenen:

Ozzy Osbourne (på valgte dage), Black Label Society, Atreyu, Unearth, Bleeding Through, Norma Jean
A Life Once Lost, The Red Chord, Walls of Jericho, Strapping Young Lad, All That Remains, Full Blown Chaos, Between the Buried and Me, Bad Acid Trip